# Na waszych oczach
Na waszych oczach (zapis stylizowany: NA WASZYCH OCZACH) – trzeci album studyjny polskiego zespołu muzycznego Polska Wersja. Wydawnictwo ukazało się 20 stycznia 2023 roku nakładem wytwórni muzycznej District Area w dystrybucji My Music. 
Album zadebiutował na 1. miejscu polskiej listy sprzedaży – OLiS. Płyta uzyskała certyfikat trzykrotnie platynowej płyty, za sprzedaż ponad 90 tysięcy kopii.
Pod względem muzycznym płyta łączy w sobie przede wszystkim hip-hop.
Album został nominowany do Bestsellera Empiku 2023 w kategorii muzyka: rap i hip-hop.

## Lista utworów
Opracowano na podstawie materiału źródłowego.
1. „Na waszych oczach” – 3:54
2. „Słowo” – 3:12
3. „Za szybko dorosłem” – 2:43
4. „Łychy Łyk” – 3:14
5. „Hossa” – 2:57
6. „Co mnie nie zabije” – 2:34
7. „Bunt maszyn” – 3:11
8. „Na pustyni kwiat” – 2:58
9. „Warto mówić kocham” – 2:57
10. „Którędy wyjść na ludzi?” – 3:15
11. „Jeszcze będzie lepiej” – 3:48
12. „Dłużej tak nie może być” – 4:20
13. „Outro” – 5:02
14. „Exit” – 4:42

## Notowania

### Pozycja na liście sprzedaży
| Kraj   | Lista         | Najwyższa pozycja |
| ------ | ------------- | ----------------- |
| Polska | OLiS – albumy | 1                 |

## Certyfikaty
| Kraj          | Certyfikat         | Sprzedaż |
| ------------- | ------------------ | -------- |
| Polska (ZPAV) | 3x platynowa płyta | 90 000+  |